# С. Дж. Розан
С. Дж. Розан (на английски: S. J. Rozan) е американска архитектка, поетеса и писателка на произведения в жанра криминален роман и трилър. Пише и под съвместния псевдонима Сам Кабът (на английски: Sam Cabot) и писателя Карлос Дюс.

## Биография и творчество
Шира Джудит Розан е родена през 1950 г. в Бронкс, Ню Йорк, САЩ. Има две сестри и един брат. Получава бакалавърска степен от Оберлин Колидж в Охайо и магистърска степен по архитектура от Държавния университет на Ню Йорк в Бъфало. След дипломирането си работи като архитект по обществено полезни проекти (зоологически градини, полицейски участъци и пожарни) в компанията „Архитекти Нелиган“ до 2004 г. Заедно с работата си, в свободното си време пише криминални романи.
Първият ѝ роман China Trade (Китайска търговия) от поредицата „Бил Смит, Лидия Чин“ е издаден през 1994 г. Главни герои са азиатско-американката Лидия Чин, частен детектив, и нейният партньор Бил Смит, бивш морски пехотинец. В първата книга от поредицата Лидия Чин, която познава китайския квартал на Ню Йорк, неговите хора и начин на живот, е наета открие и върне редки порцеланови изделия откраднати от Музея на Чайнатаун, а разследването ги отвежда в загадъчния свят на изкуството и колекционерството, и новите банди в квартала. Книгите от поредицата редуват гледната точка между двамата герои – на Лидия, като оптимистка и пълна с енергия, и на Бил, като човек минал през достатъчно лоши неща в живота си.
През 2001 г. е издаден романът ѝ „Нефритеният Буда“ от поредицата. В историята двамата частни детективи получават задачата да върнат в Хонконг праха и завещанието на починалия му приятел, което включва и една нефритена фигурка на Буда. В Хонконг се намесва местната мафия – триадите, внукът на починалия е отвлечен и се получават две искания за откуп, като едното е за нефритения Буда. Романите от поредицата получават редица престижни литературни награди за криминална литература – наградите „Едгар“, „Ниро“, „Макавити“, „Шамус“ и „Антъни“ за най-добър роман и наградата „Едгар“ за най-добър разказ.
През 2013 г. е издаден първият ѝ съвместен исторически трилър с Карлос Дюс, Blood of the Lamb (Кръвта на агнеца) от поредицата „Тайни“ под псевдонима Сам Кабът. В историята йезуитският свещеник Томас Кели и потомката на вампири Ливия Пиетро издирват в Рим тайнствен документ, който би разрушил Църквата, но и хората на Ливия, а на пътя им в коварния свят на изкуство, религия и конспирация, стои сила, която иска документа за себе си.
Освен романи тя пише хайку от 2004 г., които публикува всеки уикенд в своя блог. С романа си Absent Friends (Отсъстващи приятели) се оттегля от поредицата Чин и Смит, и пише за Джеймс Маккафъри, героичен пожарникар, който загива в Световния търговски център на 11 септември 2001 г., за когото после се открива, че е бил замесен в престъпления приживе.
През 2006 – 2007 г. участва в написването с благотворителна цел на романа „Ръкописът на Шопен“ с още 14 други автори – Джефри Дивър (фабула), Лий Чайлд, Джеймс Грейди, Джим Фузили, Дейвид Хюсън, Лайза Скоталайн, Ерика Спиндлър, Джон Рамзи Милър, Дейвид Корбет, Джон Гилстрап, Питър Шпигелман, Ралф Пезуло, Джоузеф Файндър и П. Дж. Париш.
Тя е бивш член на Националния съвет на Писателите на трилъри на Америка, член е на Националния съвет на „Сестри в престъпността“ и президент на Асоциацията на писателите за частни детективи на Америка. Тя изнася лекции, преподава и води лятна работилница по творческо писане в Асизи, Италия.
С. Дж. Розан живее със семейството си в Гринуич Вилидж, Ню Йорк.

## Произведения

### Самостоятелни романи
- Absent Friends (2004)[1][3][4]
- In This Rain (2006)

### Поредица „Лидия Чин, Бил Смит“ (Lydia Chin, Bill Smith)
1. China Trade (1994)[1][2][3][4]
2. Concourse (1995) – награда „Шамус“
3. Mandarin Plaid (1996)
4. No Colder Place (1997) – награда „Антъни“
5. A Bitter Feast (1998)
6. Stone Quarry (1999) – издаден и като Bad Blood
7. Reflecting the Sky (2001) – издаден и като Blood Rites – награда „Шамус“
Нефритеният Буда, изд. „Атика“ (2002), прев. Наталия Стойнова
8. Winter and Night (2002) – издаден и като Blood Ties – награда „Едгар“, награда „Ниро“, награда „Макавити“, награда „Малтийски сокол“
9. The Shanghai Moon (2009) – издаден и като Trail of Blood
10. On the Line (2010) – издаден и като Out For Blood
11. Ghost Hero (2011) – награда „Дейлис“
12. Paper Son (2019)
13. The Art of Violence (2020)
14. Family Business (2021) – награда „Шамус“

новели към поредицата
- Chin Yong-Yun Takes a Case (2011)
- Heartbreak (2012)
- Body English (2012)
- Prosperity Restaurant (2012)
- Birds of Paradise (2012)
- Double-Crossing Delancey (2013)

### Участие в общи серии с други писатели

#### Серия „Харолд Мидълтън“ (Harold Middleton)
1. The Chopin Manuscript (2008) – Джефри Дивър, Дейвид Хюсън, Джоузеф Файндър, Лайза Скоталайн, Ерика Спиндлър, Джон Рамзи Милър, Дейвид Корбет, Джон Гилстрап, Джим Фусили, Питър Шпигелман, Ралф Пезуло, Джеймс Грейди, П. Дж. Париш, Лий Чайлд[1][3]
Ръкописът на Шопен, изд.: ИК „Бард“, София (2010), прев. Елена Чизмарова

#### Поредица „Акаша ноар“ (Akashic Noir)
- Bronx Noir (2007)

от поредицата има още 84 романа от различни автори

### Новели
- Seeing the Moon (2011)[1]
- Cooking the Hounds (2012)
- Hunting for Doyle (2012)

### Разкази
- The Path (2011)
- Hanami (2015)
- e-Golem (2017)
- Chin-Yong Yun Meets a Mongol (2021)

### Като Сам Кабът

#### Поредица „Тайни“ (Secrets)
1. Blood of the Lamb (2013)[1][2][3]
2. Skin of the Wolf (2014)